# 格鲁吉亚共产党 (1992年)
格鲁吉亚共产党（格鲁吉亚语：საქართველოს კომუნისტური პარტია）是格鲁吉亚的一个共产主义政党，源自蘇聯時期的格鲁吉亚共产党。该党成立于1992年2月23日，当时取名为社会主义劳动党。1998年2月27日，该党在格鲁吉亚司法部注册。
该党的主要目标是在格鲁吉亚恢复社会主义制度。该党出版刊物《共产党人-21世纪》。1999年，该党自称有15000名成员。
阿扎尔共产党是该党在阿扎尔自治共和国的分支。